# Actu Bénin
 (mars 2024).
Actu Bénin est un organe de presse au béninois.

## Description
Avec le Matinal, ils offrent sur papier et en ligne une information de type généraliste.